# Søren Christian Sørensen
Søren Christian Sørensen (født 8. december 1843, død 2. november 1916) var en dansk præst.
Sørensen blev student 1862, cand.theol. 1870; derefter personel kapellan i Romdrup, 1873 præst ved Skt. Hans Hospital, 1875 residerende kapellan i Nyborg, 1879 ved Garnisonskirken i København, 1888 sognepræst ved samme kirke.
Han var fra 1901 medlem af bestyrelsen for Indre Mission og fra 1906 formand for Kristeligt Dagblad. Som redaktør af Annekset var han fra 1905 knyttet til Indre Missions Tidende, hvis redaktør han var fra 1915 til sin død. Foruden at have udgivet en prædikensamling (1888) er han forfatter til en biografi af Vilhelm Beck (V. Beck, en Mand og hans Gerning, 1913, 2. opl.).
Allerede fra ungdommen af var han varmt national, og senere kæmpede han ivrigt (bl.a. ved en række indlæg i pressen) for forsvarssagen. Kirkeligt hørte han hjemme i »Indre Mission«, hvis arbejde han ivrigt støttede. Ved sin forkyndelse i Garnisons Kirke fik han stor betydning for adskillige teologiske studenter.